# El nervio óptico
El nervio óptico es el segundo libro de la escritora y crítica de arte argentina María Gainza. Fue publicado por la Editorial Mansalva en 2014.

## Reseña
Este libro es una novela y consiste en microficciones o relatos cortos enlazados por el arte. Las obras que marcaron a la escritora sirven como punto de partida para reflexionar sobre diversas experiencias personales en un relato íntimo que puede ser considerado una ficción autobiográfica.
Entre los temas centrales que atraviesan los relatos se pueden encontrar la relación de la autora que estudió bellas artes con la pintura, la complejidad de las relaciones familiares y como la sociedad argentina se ve reflejada en estos.
Fue también republicado por Laurel Editores, Santiago de Chile en 2016; por la Editorial Anagrama, Barcelona en 2017.
El libro ha sido traducido a más de quince idiomas.